# Амінату Хайдар
Амінату Хайдар (араб. أمنتو حيدار; нар. 24 липня 1966) — активістка, яка виступає за незалежність Західної Сахари. Проводила ненасильницькі протести і стала відома як "Сахарська Ганді" і "Сахарська Пасіонарія». Неодноразово заарештовувалася, в 1987-1991 і 2005-2006 роках перебувала у в'язниці. Велику увагу преси по всьому світу привернуло голодування Амінату Хайдар в 2009 році.

## Біографія
Амінату Хайдар народилася в місті Акка. Але своє дитинство вона провела в місті Ель-Аюн, значну частину населення якого складають сахраві, там же вона прожила більшу частину життя. Хайдар не є членом фронту ПОЛІСАРІО, але вважає, що ця організація є єдиним представником народу сахраві.
У 1987 році Амінату Хайдар брала участь у ненасильницьких протестах проти марокканського уряду, керуючого регіоном. Після цього вона, як і багато інших активістів, була заарештована і до 1991 року утримувалася у в'язниці без пред'явлення звинувачення. За даними представниці центру Роберта Ф. Кеннеді з прав людини Керрі Кеннеді, Хайдар під час утримання у в'язниці відчувала нестачу їжі і сну, піддавалася впливу електрошоку і побиттям, а також «гіршому».
Марокканська влада ніяк не прокоментувала арешт Амінату Хайдар. Amnesty International заявила, що вона була заарештована за мирний виступ на підтримку самовизначення Західної Сахари.
17 червня 2005 року Амінату Хайдар атакована поліцією, коли вона прямувала на демонстрацію на підтримку незалежності Західної Сахари. Після цього інциденту Хайдар наклали 12 швів на голову, потім її заарештовала поліція, її звинуватили в «участі в насильницьких діях і підбурюванні», а також «приналежності до незаконної організації». Після цього Амінату Хайдар посадили в секретну в'язницю в Ель-Аюні. З 8 серпня по 29 вересня Хайдар проводила голодування, вимагаючи проведення розслідування тортур заарештованих активістів, а також поліпшення умов утримання.
14 грудня Амінату Хайдар засуджена до 7 місяців тюремного ув'язнення. За даними "Міжнародної Амністії", "суд ... може вважатися несправедливим. Його організація послідовно зміцнює віру в те, що семеро правозахисників можуть вважатися в'язнями совісті". 27 жовтня 2005 року Європейський парламент опублікував резолюцію, в якій засудив вирок, винесений Хайдар, і закликав звільнити її, Алі Салема Тамека, а також 37 інших політичних в'язнів.
17 січня 2006 Амінату Хайдар випущена з в'язниці у зв'язку із закінченням терміну ув'язнення. Після звільнення вона заявила, що "радість [від звільнення з в'язниці] не може бути повною без звільнення всіх сахарських політичних в'язнів і без звільнення всіх територій Батьківщини, що все ще знаходиться під окупацією гнобителя».
13 листопада 2009 Амінату Хайдар затримана владою Марокко в аеропорту Ель-Аюна, коли поверталася з поїздки на острів Лансароте, оскільки Хайдар відмовилася при в'їзді вказати в графі "громадянство" "Марокко". Влада заборонила їй зворотний в'їзд, відібрали паспорт і відправили назад на Канарські острови. Двоє іспанських журналістів, які супроводжували її, також були затримані на кілька годин. Влада Марокко заявила, що вважає дії Хайдар державною зрадою і не дозволять їй повернутися назад до тих пір, поки вона не принесе вибачень. Пізніше іспанська газета "El País" опублікувала документи, згідно з якими уряд Марокко забронював для Хайдар місця на трьох літаках ще до її прильоту, що вказує на те, що її мали намір вислати заздалегідь.

### Особисте життя
Розлучена, двоє дітей, Хаят і Мохаммед.